# Liliane Frey-Rohn
Liliane Frey-Rohn fue una analista junguiana y una de las colaboradoras más cercanas de Carl Gustav Jung.

## Biografía
Se doctoró en psicología y filosofía en la Universidad de Zúrich.

## Obra
Resalta su obra De Freud a Jung, trabajo de especial importancia en el que se equiparan detalladamente las semejanzas y diferencias en la obra de ambos autores.
Frey-Rohn también es autora de una obra con amplia difusión en idioma inglés: Friedrich Nietzsche: A Psychological Approach to His Life and Work («Friedrich Nietzsche: Un enfoque psicológico de su vida y obra»), cuyo título original en alemán es Jenseits der Werte seiner Zeit:Friedrich Nietzsche im Spiegen seiner Werke («Más allá de los valores de su tiempo: Friedrich Nietzsche en el espejo de sus obras»), que no es precisamente un ensayo biográfico sobre Nietzsche, sino más bien una discusión desde la psicología de aspectos epistemológicos centrales de su filosofía: el problema del bien y el mal en el contexto del conocimiento; el problema del concepto de verdad; el nihilismo y el problema de reconocimiento de la verdad.